# Edward Boyden
Edward S. Boyden, né le 18 août 1979 est un neuroscientifique américain du MIT. Il est professeur Y. Eva Tan en neurotechnologie, membre du corps professoral du MIT Media Lab et membre associé du McGovern Institute for Brain Research.

## Carrière
Au lycée, Boyden fréquente la Texas Academy of Mathematics and Science. Il obtient des diplômes en génie électrique, en informatique et en physique du MIT, et sa thèse à Stanford, sous la direction de Richard W. Tsien et de Jennifer Raymond, et rejoint la faculté du MIT en 2007 et développe de nouveaux outils optogénétiques ainsi que d'autres technologies pour la manipulation de l'activité cérébrale. En 2018, il est nommé chercheur du Howard Hughes Medical Institute.
Il est reconnu pour ses travaux sur l'optogénétique. Dans cette technologie, un canal ionique sensible à la lumière tel que la channelrhodopsine-2 est exprimé génétiquement dans les neurones, ce qui permet de contrôler l'activité neuronale par la lumière .
En 2008, Boyden est désigné par Discover Magazine comme l'un des 20 meilleurs scientifiques de moins de 40 ans. En 2006, il est nommé au MIT Technology Review TR35 comme l'un des 35 meilleurs innovateurs au monde de moins de 35 ans. En 2013, il partage le prix Jacob Heskel Gabbay pour la biotechnologie et la médecine avec Karl Deisseroth et Gero Miesenböck.
Le 29 novembre 2015, Edward Boyden est l'un des cinq scientifiques récompensés par le Breakthrough Prize in Life Sciences, décerné pour « des avancées transformatrices vers la compréhension des systèmes vivants et la prolongation de la vie humaine »,.
Il reçoit le BBVA Foundation Frontiers of Knowledge Award en Biomedicine, conjointement avec Karl Deisseroth et Gero Miesenböck, pour le développement de l'optogénétique. En 2018, Boyden remporte le prix international de la Fondation Canada Gairdner, conjointement avec Karl Deisseroth et Peter Hegemann. En 2019, il reçoit le prix Rumford avec Ernst Bamberg, Karl Deisseroth, Peter Hegemann, Gero Miesenböck et Georg Nagel. La même année, lui, Deisseroth, Hegemann et Miesenböck remportent le prix de la Fondation Warren Alpert.
Il est élu à l'Académie nationale des sciences en 2019. En 2020, Boyden reçoit la médaille Wilhelm Exner.